# Liste des ministres de l'Agriculture en Région wallonne
Voici la liste des ministres de l'Agriculture en Région wallonne depuis la création de la fonction en 1985.

## Titulaires
| Titulaire          | Titulaire                    | Parti | Mandat                                                          | Gouvernement | Portefeuille ministériel | Législature                                                                                                |
| ------------------ | ---------------------------- | ----- | --------------------------------------------------------------- | --- | --- | --- |
|                    | Daniel Ducarme (1954-2010)   | PRL   | 11 décembre 1985 – 4 février 1988 (2 ans, 1 mois et 24 jours)   | Wathelet | Ministre de l’Environnement et de l'Agriculture | 2e |
|                    | Guy Lutgen (1936-2020)       | PSC   | 4 février 1988 – 12 juillet 1999 (11 ans, 5 mois et 8 jours)    | Coëme | Ministre de l’Agriculture, de l’Environnement et de l’Énergie | 3e |
| Anselme            | Guy Lutgen (1936-2020)       | PSC   | 4 février 1988 – 12 juillet 1999 (11 ans, 5 mois et 8 jours)    | | Ministre de l’Agriculture, de l’Environnement et de l’Énergie | 3e |
| Spitaels           | Guy Lutgen (1936-2020)       | PSC   | 4 février 1988 – 12 juillet 1999 (11 ans, 5 mois et 8 jours)    | Ministre de l’Environnement, des Ressources naturelles et de l’Agriculture                                                                        | 4e | |
| Collignon I        | Guy Lutgen (1936-2020)       | PSC   | 4 février 1988 – 12 juillet 1999 (11 ans, 5 mois et 8 jours)    | Ministre de l’Environnement, des Ressources naturelles et de l’Agriculture                                                                        | 4e | |
| Collignon II       | Guy Lutgen (1936-2020)       | PSC   | 4 février 1988 – 12 juillet 1999 (11 ans, 5 mois et 8 jours)    | Ministre de l’Environnement, des Ressources naturelles et de l’Agriculture                                                                        | 5e | |
|                    | José Happart (1947- )        | PS    | 15 juillet 1999 – 27 juillet 2004 (5 ans et 12 jours)           | Di Rupo I | Ministre de l’Agriculture et de la Ruralité | 6e |
| Van Cauwenberghe I | José Happart (1947- )        | PS    | 15 juillet 1999 – 27 juillet 2004 (5 ans et 12 jours)           | | Ministre de l’Agriculture et de la Ruralité | 6e |
|                    | Benoit Lutgen (1970- )       | cdH   | 27 juillet 2004 – 15 décembre 2011 (7 ans, 4 mois et 18 jours)  | Van Cauwenberghe II | Ministre de l’Agriculture, de la Ruralité, de l’Environnement et du Tourisme | 7e |
| Di Rupo II         | Benoit Lutgen (1970- )       | cdH   | 27 juillet 2004 – 15 décembre 2011 (7 ans, 4 mois et 18 jours)  | | Ministre de l’Agriculture, de la Ruralité, de l’Environnement et du Tourisme | 7e |
| Demotte I          | Benoit Lutgen (1970- )       | cdH   | 27 juillet 2004 – 15 décembre 2011 (7 ans, 4 mois et 18 jours)  | | Ministre de l’Agriculture, de la Ruralité, de l’Environnement et du Tourisme | 7e |
| Demotte II         | Benoit Lutgen (1970- )       | cdH   | 27 juillet 2004 – 15 décembre 2011 (7 ans, 4 mois et 18 jours)  | 8e | Ministre de l’Agriculture, de la Ruralité, de l’Environnement et du Tourisme | |
|                    | Carlo Di Antonio (1962- )    | cdH   | 15 décembre 2011 – 22 juillet 2014 (2 ans, 7 mois et 7 jours)   | 8e | Demotte II | Ministre des Travaux publics, de l’Agriculture, de la Ruralité, de la Nature, de la Forêt et du Patrimoine |
|                    | René Collin (1962- )         | cdH   | 22 juillet 2014 – 13 septembre 2019 (5 ans, 1 mois et 22 jours) | Magnette | Ministre de l'Agriculture, de la Nature, de la Ruralité, du Tourisme, des Aéroports, délégué à la Représentation à la Grande Région                                                                          | 9e |
| Borsus             | René Collin (1962- )         | cdH   | 22 juillet 2014 – 13 septembre 2019 (5 ans, 1 mois et 22 jours) | Ministre de l’Agriculture, de la Nature, des Forêts, de la Ruralité, du Tourisme, du Patrimoine et Délégué à la Représentation à la Grande Région | | 9e |
|                    | Willy Borsus (1962- )        | MR    | 13 septembre 2019 – 15 juillet 2024 (4 ans, 10 mois et 2 jours) | Di Rupo III | Vice-président, ministre de l’Économie, du Commerce extérieur, de la Recherche et de l’Innovation, du Numérique, de l’Aménagement du territoire, de l’Agriculture, de l’IFAPME et des Centres de compétences | 10e |
|                    | Anne-Catherine Dalcq (1992-) | MR    | 15 juillet 2024 - (8 mois)                                      | Dolimont | Ministre de l'Agriculture, de la Ruralité, de la Nature, de la Chasse, de la Pêche et des Forêts | 11e |